# Weissbier-Actien-Brauerei vorm. H. A. Bolle
Die Weißbier-Actien-Brauerei vorm. Bolle war eine 1798 gegründete Berliner Brauerei. Der Hauptsitz befand sich in Alt-Berlin, Friedrichstraße 127/128. Bolle soll zur Wende vom 19. zum 20. Jahrhundert zu den größten Berliner Weißbierbrauereien gehört haben.

## Geschichte
Seit 1798 firmierte das Unternehmen als Brauerei Stachow. Ab 1812 wurde der Besitzer Johann J. Haack, ab 1825 H. Fischer. Hier erfolgte die erste Erwähnung als Weißbierbrauerei. Ab 1839 übernahm die Brauerei G.A. Dietz, Hermann August Bolle betrieb die Brauerei ab 1859 zunächst bis 1872.
Das auf das Brauen von Weißbier spezialisierte Unternehmen entwickelte sich in der Folge so günstig, dass es 1872 in eine Aktiengesellschaft umgewandelt werden konnte. In einer Berliner Gerichtszeitung des Jahres 1872 wurde die Kapitalumwandlung definitiv erwähnt, auch der Handel an der Berliner Börse wurde bekannt gegeben. Das Aktienkapital betrug im Jahr der Gründung der AG 300.000 Taler.
Bei der Generalversammlung 1886 trat Direktor Steinlein aus Gesundheitsgründen zurück und wurde durch den bisherigen Vorsitzenden des Aufsichtsrates, Albert Schappach, ersetzt. Das Aktienkapital wurde auf 660.000 Mark erhöht. Bolle, mit dem Unternehmenssitz in der Friedrichstraße 128, galt 1898 als älteste Berliner Weißbierbrauerei.
Ein Großfeuer vernichtete im Jahr 1917 das 1798 erbaute Brauereigebäude in der Friedrichstraße. Nur das Kesselhaus blieb erhalten. Die zerstörten Gebäude wurden ab 1918 wieder errichtet.
Im Jahr 1932 wurde das Kontingent der Brauerei an die Landré-Breithaupt-Weißbierbrauerei AG übergeben, im Anschluss stellte die Brauerei ihre Tätigkeit ein.

## Namensgebung
Die Brauerei agierte in den ersten Jahren des 20. Jahrhunderts unter W.A.B. vorm. H.A. Bolle. W.A.B. ist die Abkürzung für Weißbier-Actien-Brauerei. Mit dem Zusatz vormals bezog sie sich auf den Gründer des Unternehmens, Hermann August Bolle.